# Sipiongot
Sipiongot is een bestuurslaag in het regentschap Padang Lawas Utara van de provincie Noord-Sumatra, Indonesië. Sipiongot telt 465 inwoners (volkstelling 2010).